# سردر فهیم

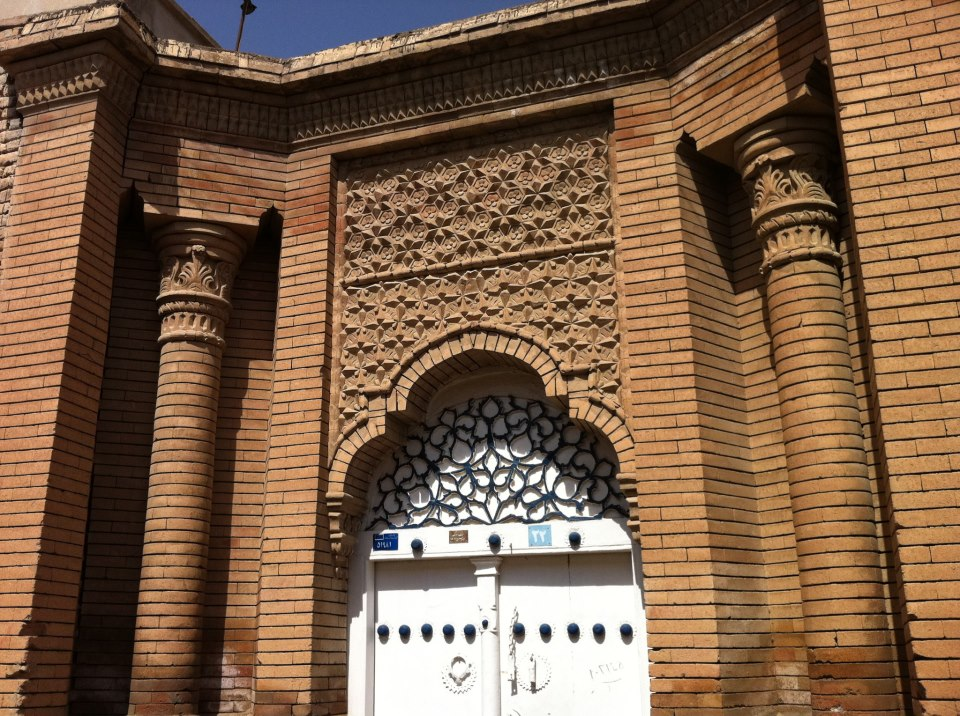

سردر فهیمی  مربوط به دوره پهلوی دوم است و در سنندج، پشت مسجد جامع دارالاحسان واقع شده و این اثر در تاریخ ۱۶ آبان ۱۳۷۹ با شمارهٔ ثبت ۲۸۳۱ به‌عنوان یکی از آثار ملی ایران به ثبت رسیده است.

## کوبه
معمولاً کوبه‌هایی که در لنگه سمت راست نصب می‌شدند، به شکل سر شیر، مشت گره کرده یا اشکالی از این قبیل بودند و به نسبت کوبه‌های سمت چپ سنگین تر، به همین دلیل صدایی بم تر داشتند، که اگر مردی بر خانه‌ای مهمان می‌شد این کوبه را می‌کوفت اما کوبه‌هایی که بر لنگه سمت چپ می‌نشستند، کوبه‌هایی ظریف به شکل انگشتان دست یا فرشته بودند که وقتی نواخته می‌شدند صدایی زیر تر تولید می‌کردند و اهل خانه را از وجود بانویی در پشت در مطلع می‌کردند